# Cooky Ziesche

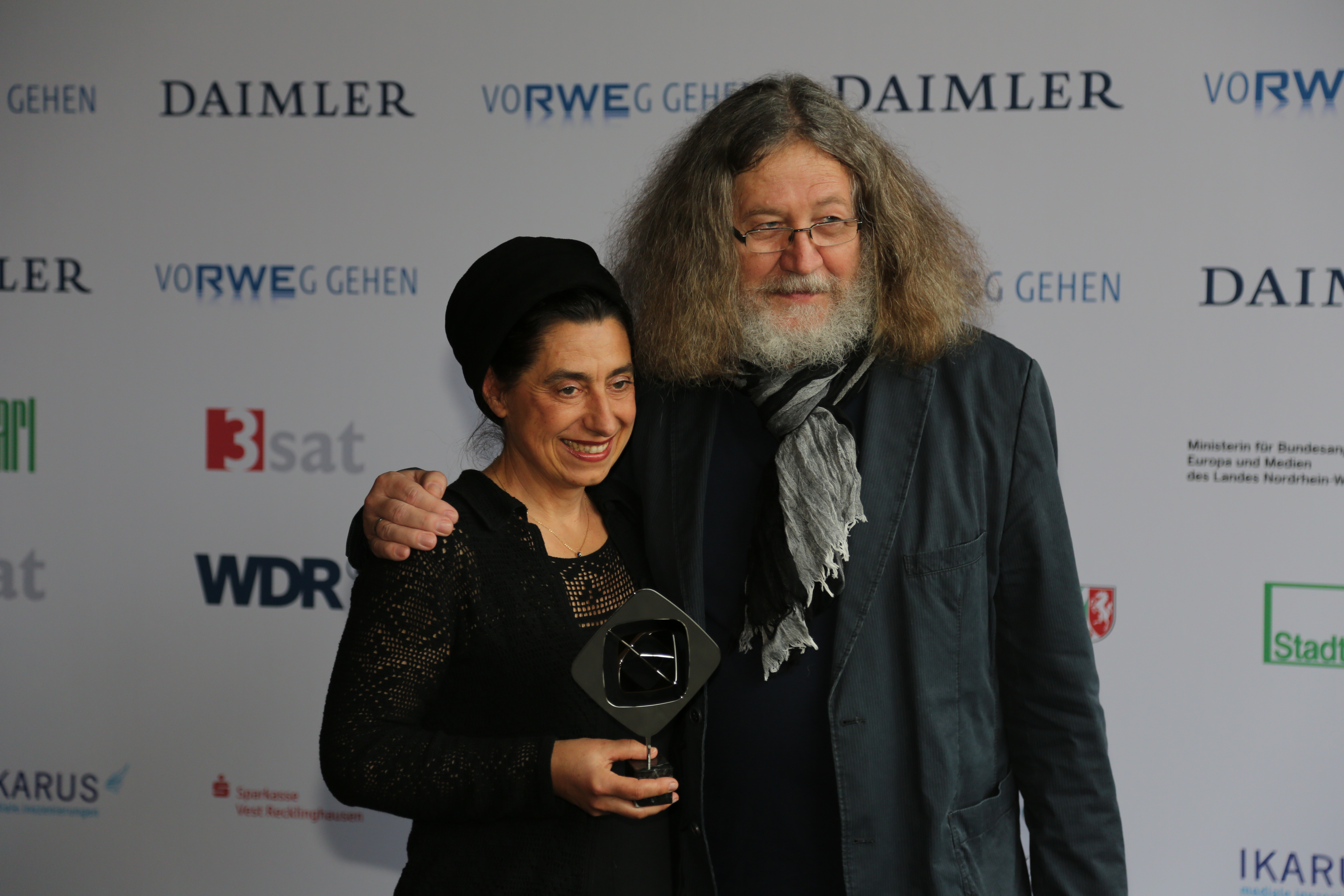
Cooky Ziesche und Hans-Ullrich Krause bei der Grimme-Preis-Verleihung 2015.

Cooky Ziesche  (* 1960 in Potsdam) ist eine deutsche Drehbuchautorin und Filmproduzentin, sowie seit 2013 Leitung der Filmredaktion des Rundfunk Berlin-Brandenburg (rbb).

## Leben und Wirken
Ziesche studierte Filmwissenschaften und Dramaturgie an der Filmuniversität Babelsberg Konrad Wolf in Potsdam. Ab 1986 arbeitete sie als Dramaturgin beim Fernsehen der DDR, später war sie dort als Redakteurin tätig. Ebenfalls als Redakteurin und als Produzentin war sie anschließend beim Ostdeutschen Rundfunk Brandenburg und dann beim Rundfunk Berlin-Brandenburg (rbb) tätig. Bei beiden Sendern war sie als Produzentin für mehrere Filmproduktionen verantwortlich und produzierte mehrere Folgen von Polizeiruf 110. Seit 2013 leitet sie die Filmredaktion von rbb.
Neben ihrer Tätigkeit beim rbb ist Ziesche seit 2003 auch als freie Produzentin tätig, in dieser Funktion produzierte sie unter anderem die Tragikomödie Du bist nicht alleine unter der Regie von Bernd Böhlich, Mondkalb unter Regie von Sylke Enders, sowie mehrere Produktionen unter Regie von Andreas Dresen. Für ihr Drehbuch von Halt auf freier Strecke, geschrieben gemeinsam mit Dresen, wurde sie für den Deutschen Filmpreis nominiert.

## Als Produzentin
- 1992: Landschaft mit Dornen
- 1995: Neben der Zeit
- 1997–2015: Polizeiruf 110
  - 1997: Der Sohn der Kommissarin
  - 1998: Das Wunder von Wustermark
  - 1999: Mörderkind
  - 2001: Bei Klingelzeichen Mord
  - 2005: Vergewaltigt
  - 2006: Kleine Frau
  - 2012: Schuld
  - 2015: Grenzgänger
- 1998: Der Laden (Fernsehmehrteiler, Teil 1 und 2)
- 2000: Jahrestage (Fernsehmehrteiler, Teil 1–4)
- 2001: Fremde Oder (Dokumentarfilm)
- 2003: Befreite Zone
- 2003: Kroko
- 2004: Last Minute
- 2005: Willenbrock
- 2007: Frei nach Plan
- 2007: Du bist nicht allein
- 2007: Mondkalb
- 2009: Whisky mit Wodka
- 2010: Henry 4
- 2013: Westen
- 2015: Härte

## Als Drehbuchautorin
- 2002: Halbe Treppe
- 2008: Wolke neun
- 2010: Henry 4
- 2011: Halt auf freier Strecke
- 2014: Der Fall Bruckner
- 2020: Wanda, mein Wunder

## Auszeichnungen (Auswahl)
Deutscher Filmpreis 1999
- Nominierung in der Kategorie Bester Film für Der Laden

Deutscher Filmpreis 2012
- Nominierung in der Kategorie Bestes Drehbuch für Halt auf freier Strecke

Grimme-Preis 2015
- Preisträgerin in der Kategorie Fiktion für Der Fall Bruckner